# Дун (укрепление)
Дун (на английски: Dun) е название за кръгово хълмово укрепително съоръжение построено по метода на сухата зидария и започнало разпространението си в различни части на Европа през бронзовата и желязната епоха в периода между 1200 и 700 преди Христос. Укрепленията са разположени на подходящи за целта хълмове или други възвишения и разполагат със защитна стена, която използва структурата на възвишението и е изградена от каменни части и дърво. Размерите на това укрепление достигат 50 метра в диаметър. 

## Етимология
Дун, или Дуно, е протокелтстко название със значението на крепост, укрепление, а също така и хълм. Думата намира разпространение и като дунон (dunon), друг келтски вариант, дун (dun) в Ирландия, дун (dun) в шотландско-келтския език, дин (din) в Уелс. Латинизираният аналог е дунум (dunum). В английския език названието се е преобразувало в дуун (doon) и даун (dawn), от него произхожда и английската дума за град таун (town), 

## Разпространение
В Ирландия и Шотландия броят на укрепителните съоръжения от този тип достига забележителните 40 000. Една малка част от тях са напълно разкрити и проучени. В тези две страни названието във формата си дун (dun) се среща все още на стотици места като част от имена на селища. В Шотландия са запазени минимум 813 названия, съдържащи названието дун (dun). 
- Ирландия: Dundalk, Dundee, Dún Laoghaire, Dún Dúchathair, Dun Aengus, Dún Eochla, Dún Eoghanachta, Dunbeg Fort
- Шотландия: An Dun (Mull), An Sean Dun, Dun Aisgain, Dun an Sticir, Dun Ara, Dun Ardifuir, Dun Ban, Dun Bharabhat, Dun Bharpa, Dun Boraige Moire, Dun Bragar, Dun Castle Dounie, Dun Choinichean, Dun Cuier, Dun Dornaigil, Dun Haunn, Dun Hiader, Dun in Loch Duin, Dun Kildonan, Dun Lagaidh, Dun Leccamore, Dun Mhadaidh, Dun nan Gall, Dun Ringill, Dun Urgadul, Dunadd, Tigh An Duine

В други части на Европа се наблюдават остатъци от латинизираното дунум (dunum) в имената на градове като:
- Британия: Lundunum = Лондон, Edinodunum = Единбург,
- Франция: Lugdunum = Лион, Verodunum = Вердюн, Eburodunum = Ивердон ле Бен, Uxellodunum = Укседен, Castellodunum = Шатодюн и Noviodunum = Соасон, Невер
- Германия: Cambodunum = Кемптен, Dunum = Дунум, Lugdunum = Лайден, Segodunum = Нюрнберг, Tarodunum = Фрайбург, Rabodunum = Брин, Parrodunum = Патенкирхен
- Швейцария: Dunum (Thun) = Тун, Olodunum = Олтен, Novidunum = Нион
- България: Дунония = Видин
- Сърбия: Сингидунум =(Белград)
- Румъния: Novidunum = Исакча